# Maturín
Maturín je město ve Venezuele, leží na řece Guarapiche 415 km východně od hlavního města Caracasu. Je hlavním městem státu Monagas. Počet obyvatel se odhaduje na více než čtyři sta tisíc.

## Historie
Město založili františkánští misionáři a pojmenovali je podle náčelníka místních indiánů Maturína (je vyobrazen i na městské vlajce). V květnu 1813 proběhla v blízkosti města bitva u Alto de los Godos, která přispěla k prosazení venezuelské nezávislosti. V roce 1909 se stal Maturín hlavním městem nově zřízeného státu Monagas a v roce 1958 byla zřízena místní katolická diecéze.
Základem ekonomiky města je těžba ropy. Ve městě sídlí vysoká škola Universidad de Oriente. Dominantou je katedrála Nuestra Señora del Carmen vysvěcená roku 1981, s věžemi vysokými 55 metrů. Estadio Monumental de Maturín je s kapacitou přes padesát tisíc diváků největším fotbalovým stadionem v zemi.